# Rufos

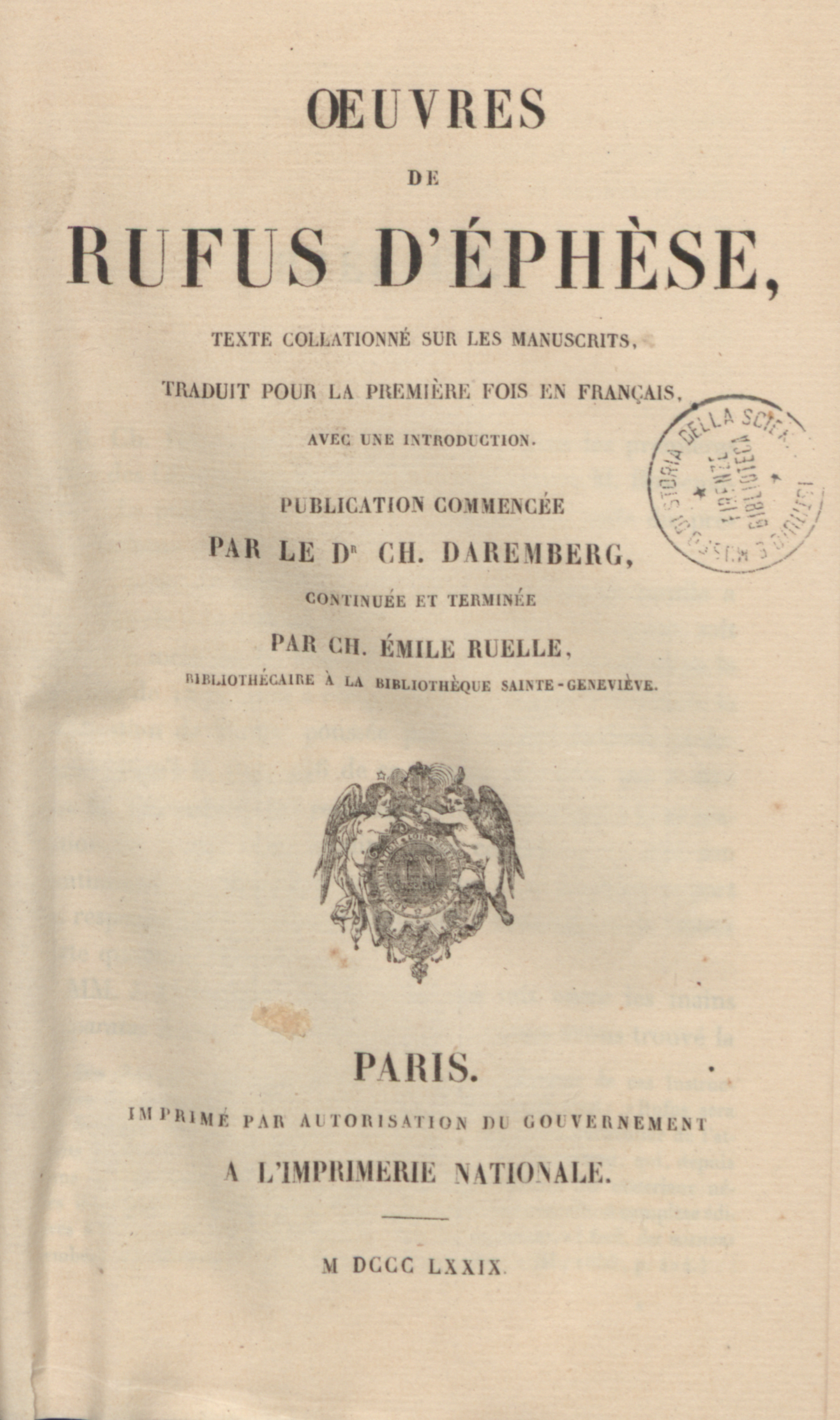
Oeuvres, 1879

Rufos var en grekisk läkare från Efesos. 
Rufos var en mycket framstående läkare, som verkade under Domitianus, Nerva och Trajanus. Rufos var ej blott medicinskt, utan även filosofiskt och grammatiskt bildad. Han utgav arbeten på läkarvetenskapens alla områden. Bl.a. författade han kommentarer till Hippokrates, ur vilka Galenos hämtat åtskilligt. Han författade den första kända anatomiska skriften, och ett farmakologiskt kompendium för olärda; vidare skrev han avhandlingar i patologi och terapi, om hudsjukdomar, i oftalmologi, gynekologi, om blås- och njursjukdomar, podager samt kirurgiska och prognostiska verk, varjämte han forskade i medicinens historia. Hans skrifter utgavs av Charles Victor Daremberg och Ruelle 1879.